# 新月台

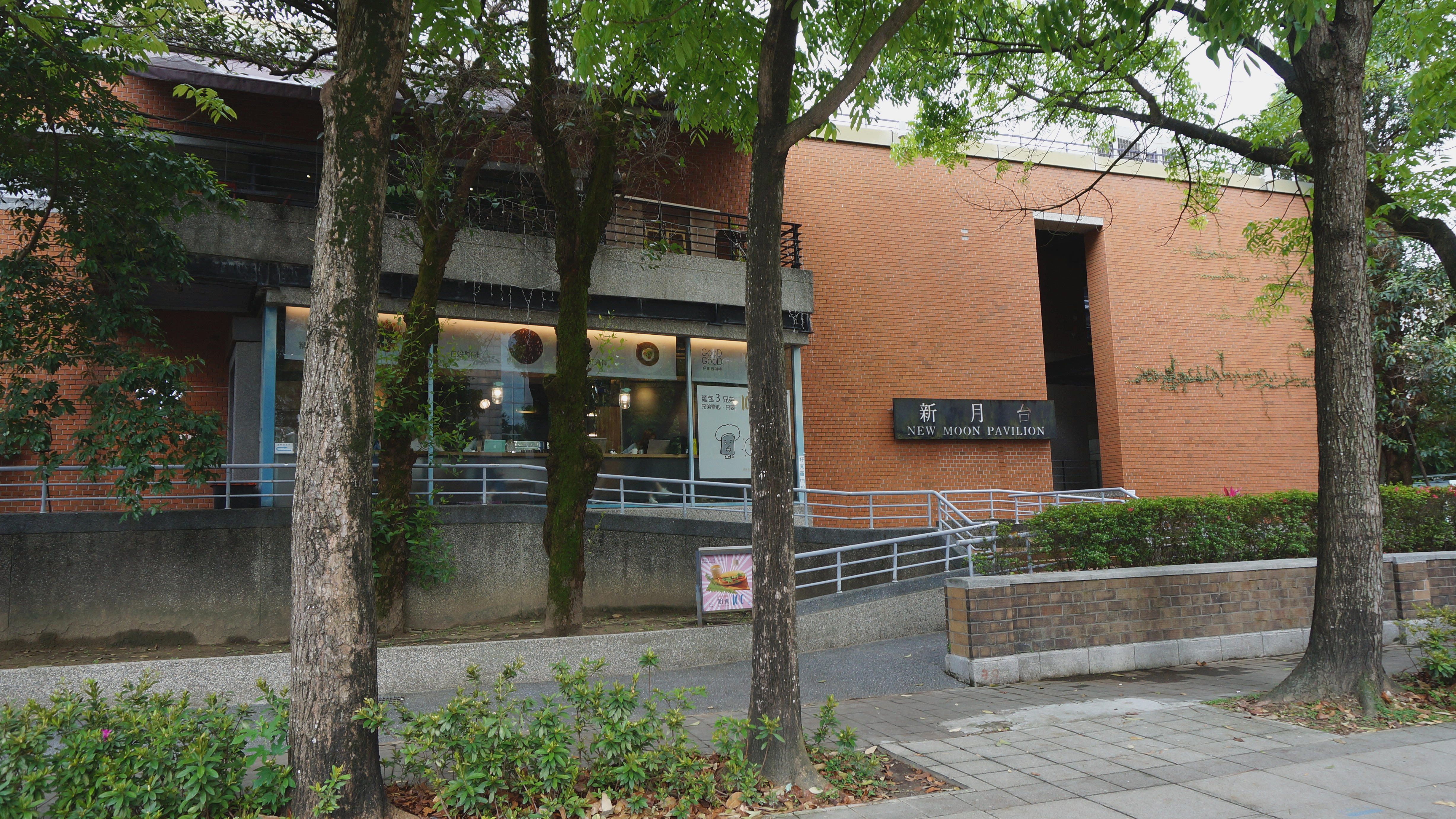
新月台向新生南路三段側

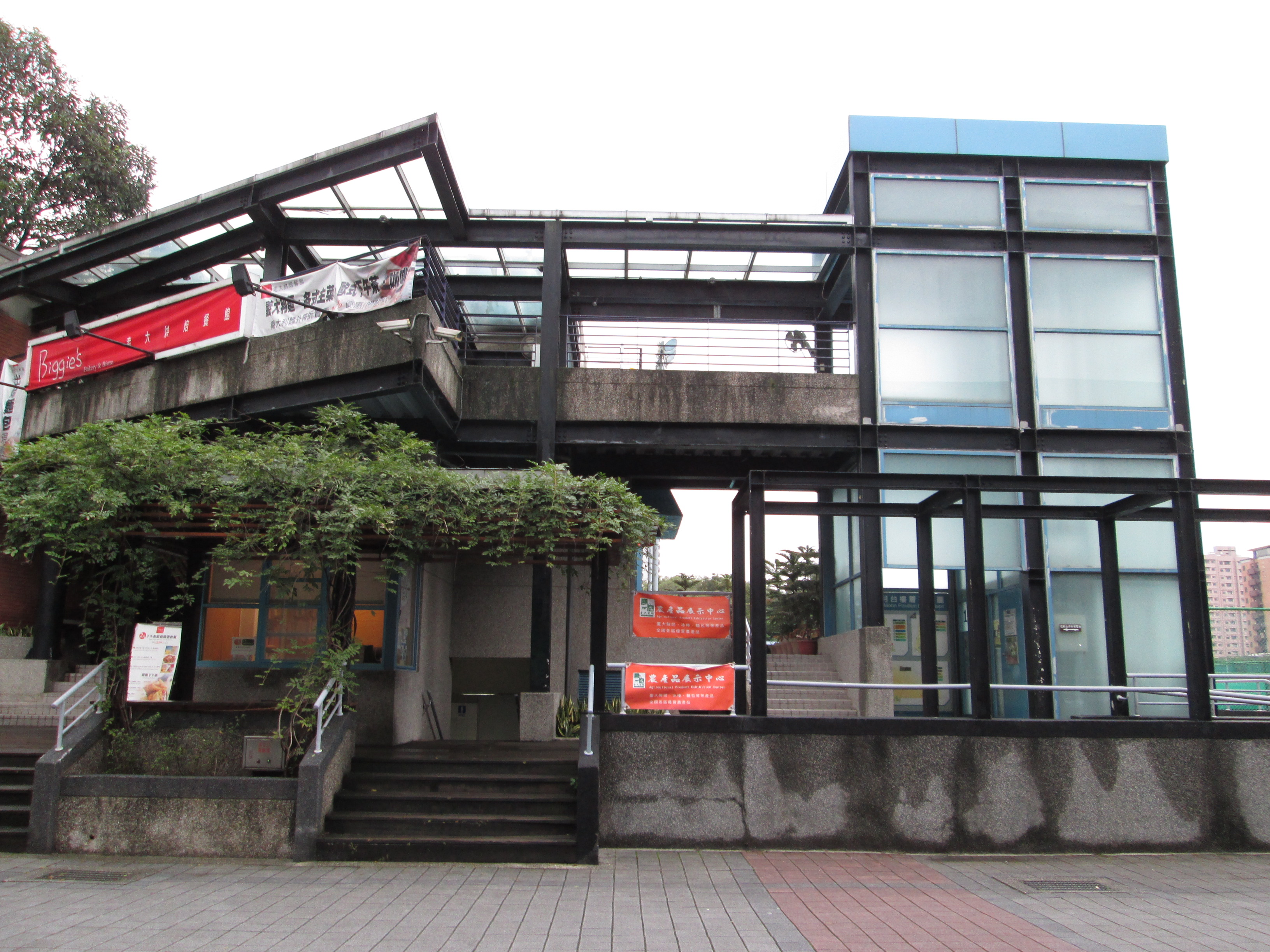
新月台向蒲葵道側

國立臺灣大學新月臺（英語：NTU New Moon Pavilion），簡稱臺大新月臺、新月臺，其名可寫作「新月台」，為一棟建於國立臺灣大學新生南路三段側門入口處之建築物。該棟建築物設有臺大訪客中心、農產品展示中心等單位，並附設有可停放汽、機車之地下停車場。

## 位置
新月台為臺大新生南路三段側門（蒲葵道門）入口處之左側第一棟建築物，對面為農業陳列館。

## 歷史
為處理校內車輛與停車位問題，並希望將停車位予「外圍化」、「地下化」，臺大自1999年起即構想在鄰近新生南路的籃球場下，興建地下停車場。2003年，地下停車場在校務發展規劃委員會通過後，即開始興建，並預計將提供368部汽車位、1502輛機車位。在興建地下停車場的同時，臺大即在地下停車場入口旁、新生南路三段側門入口處興建新月台。該棟建築物由建築師姜樂靜所設計，並與中國文學系教師蔡璧名所共同命名。「新月台」一名之意義，乃取「新生、新入口、新地標」之「新」、建築不張揚的「月」之陰柔、呼應醉月湖之「新月」之意、啟程與等候的「月臺」等含意。2005年，新月台完工啟用。

## 建築外觀
新月台建築正面的十三溝面磚牆隱藏於新生南路的大葉桉、楓香樹叢間，而面向球場的一面又是洗石子加上灰藍色欄杆和平台，造型活潑但又不致突兀，建築設計上保留周邊原有的樹木，是個隱藏在樹林間的建築。

## 空間使用

### 二樓
作為餐廳使用，可以眺望球場。

### 一樓
臺大訪客中心

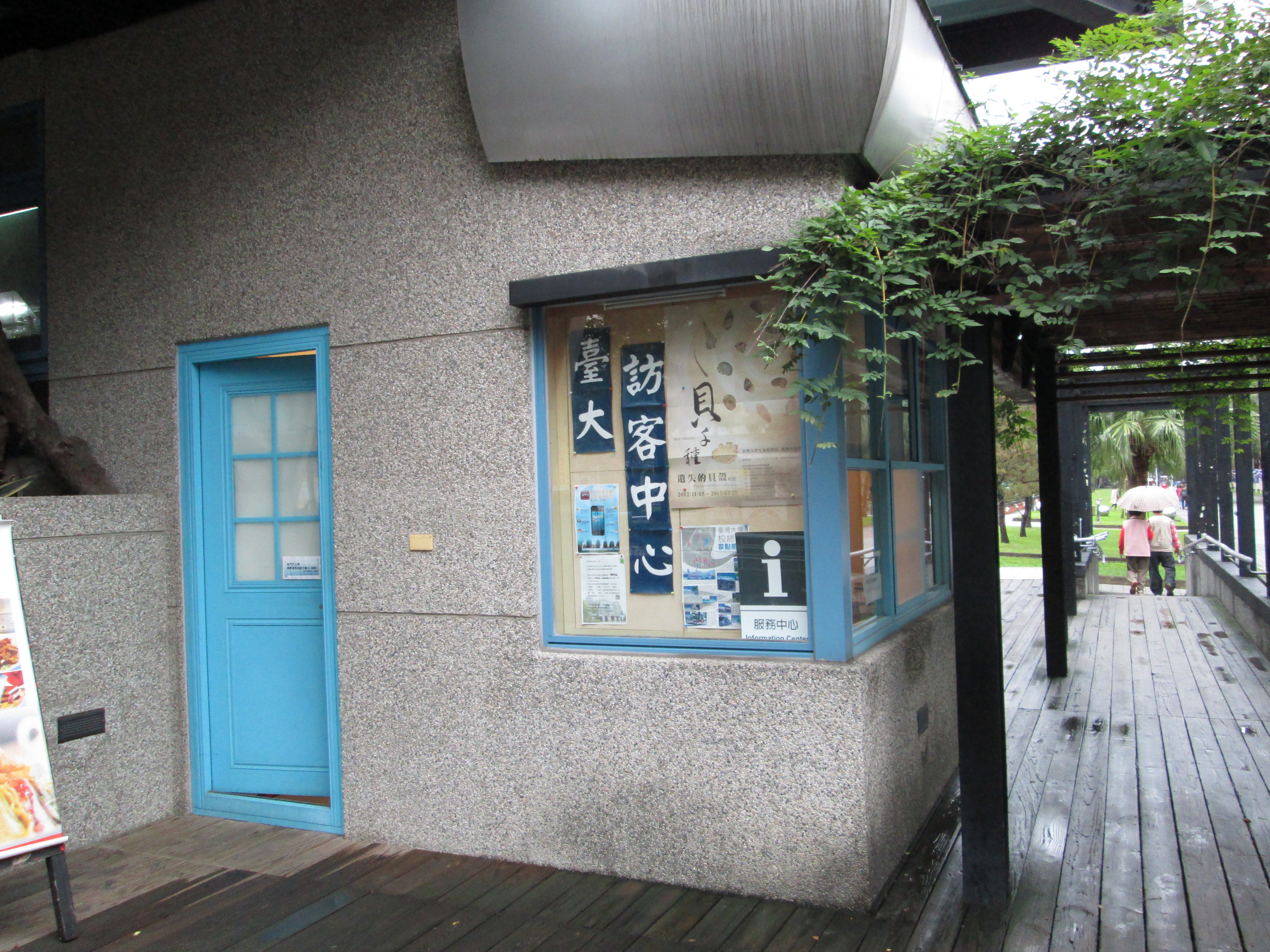
臺大訪客中心門口

2005年，校園文化資產詮釋通識課程，助教和同學做了臺大西側門的規劃與設計，其中建議在此設立臺大訪客中心，其結果受到採納，在新月台一隅爭取到作為活動資訊及導覽服務的訪客中心，這是少數由學生主動參與，並影響校園規劃的決策與執行。
臺大訪客中心提供校園活動資訊及校園景點建築介紹，並培訓同學在平日、杜鵑花節、校慶，提供校園導覽服務。
農產品展示中心
屬於國立臺灣大學生物資源暨農學院附設農業試驗場管理組，販售農業試驗場自製產品、臺灣地區各農會、產銷班農產製品，以及咖啡、奶茶、等飲品。
在此處農產品展示中心裡，有臺大出版中心的一小區域，販售臺大出版品與紀念品。
公共藝術之窗
新月台一隅，介紹臺大各處的公共藝術。

### 地下一樓
設有機車停車場、汽車停車場，以及地下停車場管理中心。

### 地下二樓
設有汽車停車場。

## 外部連結
- （繁體中文）臺大訪客中心 （页面存档备份，存于）
- （繁體中文）農產品展示中心新月台店
- （繁體中文）國立臺灣大學校園地圖 （页面存档备份，存于）

25°01′06″N 121°32′02″E / 25.018461°N 121.533878°E